# Famiglia di Los Angeles
La famiglia di Los Angeles, nota anche come famiglia Licata è una delle potenti organizzazioni appartenenti a Cosa nostra statunitense che controlla le attività (criminali e non) della città californiana. Nel corso degli anni ha mantenuto rapporti di alleanza con tutte le "famiglie" di Cosa Nostra, soprattutto con quella di Buffalo. Analogamente a molte altre famiglie mafiose, è nata nel contesto storico del proibizionismo. Dagli anni '70 l'organizzazione ha subito un lento declino, anche a causa della nascita e successivo sviluppo di altre potenti gang malavitose nella città, come Mara Salvatrucha; secondo una stima del 2010 i membri effettivi della famiglia sono solo 14.

## Storia
I primi anni del crimine organizzato in California, negli anni '20, furono connotati dalla divisione di diverse bande di strada italiane come le organizzazioni della Mano nera.
La banda più preminente era quella della famiglia Matranga, una banda composta dai parenti di Charles Matranga, fondatore della famiglia di New Orleans.
La loro attività legale era la vendita di frutta, d'altra parte usavano minacce, violenze ed estorsioni per controllare l'area della Plaza, che a quel tempo era il cuore della comunità italo-americana.
Il primo capo fu Orsario "Sam" Matranga nel 1905.
Quando un capo della Mano Nera, Joseph Ardizzone, fu coinvolto in una disputa con George Maisano (un membro della banda di Matranga) per avere una mediazione andarono entrambi da Joseph Cuccia. 
Cuccia, un criminale molto rispettato tra i malavitosi, lavorava come traduttore presso il tribunale, per gli italiani che non conoscevano la lingua inglese. Era parente di Ardizzone e membro della sua famiglia malavitosa, quindi si espresse in favore di quest'ultimo, provocando le minacce di Matranga
In risposta, Ardizzone il 2 luglio 1906 uccise Maisano e si diede latitante.
Joseph "Iron Man" Ardizzone ritornò in California nel 1914, fu assolto dall'accusa di omicidio nel 1915 per mancanza di prove e senza alcun testimone contro di lui e si riprese il potere del racket. Collaborò  per 10 anni con Jack Dragna.
Dopo aver prosperato nell'era del proibizionismo muore misteriosamente nel 1931; probabilmente era in conflitto con membri della mafia italo-americana della Costa Orientale, i quali ne ordinarono l'omicidio.
Jack Dragna divenne il nuovo capo e si riappacificò con le altre famiglie.
Quando Lucky Luciano mandò Benjamin "Bugsy" Siegel da New York City a Los Angeles per controllare i suoi interessi nella Costa occidentale (tra cui Las Vegas), si formò una alleanza con Dragna. Siegel fu capace di essere indipendente da lui, dovendo solo pagare una piccola tassa per le sue attività di gioco d'azzardo.
Negli anni '50, mentre le altre famiglie prosperavano, quella di Los Angeles era invece in declino, grazie al lavoro della polizia che, invece di essere compiacente, cominciò un giro di vite sull'organizzazione. La famiglia perse terreno nei confronti di quelle newyorchesi e della Chicago Outfit.
Peter Milano divenne ufficialmente il boss della famiglia dopo la morte di Dominic Brooklier nel 1984.
Durante la sua reggenza la famiglia fu coinvolta nel traffico di droga, nella pornografia, nel gioco d'azzardo e nel riciclaggio di denaro sporco. Alla fine degli anni '80 furono arrestati gran parte dei membri della famiglia, tra cui lo stesso boss.
Nel 1991 Milano fu rilasciato e riprese il controllo della famiglia, ormai indebolita dalla concorrenza delle altre organizzazioni criminali e dalla repressione delle forze dell'ordine.

### Oggi
La maggior parte delle attività della famiglia oggi è sconosciuta. Le forze dell'ordine ora concentrano le loro forze verso altre bande e organizzazioni criminali, come la mafia russa e le triadi, molto più diffuse sul territorio.
Peter Milano è stato il boss della famiglia sino alla sua morte nel 2012, molti membri hanno lasciato lo stato della California e altri sono morti. Los Angeles non ha più un'alta concentrazione di italiani che possa rinfoltire le file della famiglia. Sicuramente, deve scontrarsi con molte bande di altra etnia della California meridionale per il controllo del racket.

## Leadership storica
Boss (ufficiale e reggente)
- 1909-1922 - Vito DiGiorgio
- 1922-1925 - Rosario DeSimone
- 1925-1931 - Joseph Ardizzone
- 1931-1956 - Jack Dragna
- 1956-1967 - Frank DeSimone
- 1967-1974 - Nick Licata
- 1974-1984 - Dominic Brooklier (Domenico Brucculieri)
- 1984-2012 - Peter Milano
- 2012-attualmente - Tommaso "Tommy" Gambino

Viceboss
- 1925-1931 - Jack Dragna
- 1931-1956 - Girolamo Adamo
- 1956-1962 - Simone Scozzari
- 1962-1967 - Nick Licata
- 1967-1974 - Joseph Dippolito
- 1974 - Dominic Brooklier
- 1974-1979 - Samuel Sciortino
- 1984-2006 - Carmen Milano
- 2006-2012 - Tommasino Gambino

Consigliere
- 1931-1956 - Tom Dragna
- 1956-1962 - Nick Licata
- 1962-1975 - Tommy Palermo
- 1975-1977 - Frank Bompensiero
- 1977- c. 1985 - Giacomo LoCicero

Soldati
- Michael "Porno Mike" Esposito
- Leonard "Limping Lenny" Montana Jr.
- Davalito Montemarano

## Capidecina storici
i Capidecina storici noti della famiglia sono:
- Fazione Los Angeles
  - c. 1960-c. 1980 - Louis Tom Dragna
  - 1953-1956 - Jimmy Fratianno
  - 1977-1990 - Michael Rizzitello
  - c. 1980- c.1990 - Louis Gelfuso, Jr.
  - c. 1980-2000 - Louis Caruso

- Fazione Contea di Orange
  - 1960-1969 - Frank Matranga
  - 1969-1974 - Dominic Brooklier

- Fazione Riverside
  - 1984-2011 - Jimmy Caci

- Fazione San Diego
  - c. 1930-1956 - Frank Bompensiero
  - 1956-1958 - Anthony Mirabile
  - 1958- c.1970 - Joseph Adamo